# Youri Messen-Jaschin

Youri Messen-Jaschin, artista suizo nacido en Arosa (1941), activo en el Op art desde la década de 1960. Retrato tomado en 2016.

Youri Messen-Jaschin (n. 1941 en Arosa, Suiza) es un artista de origen letón. Como artista es reconocido en el arte cinético y sus incursiones en el body painting.
Parte de su obra la realizó mientras vivió en Venezuela.

## Biografía
Realizó sus estudios artísticos en la Universidad Superior Nacional de Bellas Artes y la Universidad de Altos Estudios de la Sorbona, sección ciencias y sociales, en París. De 1962 hasta 1965 visitó el Colegio de Bellas Artes en Lausana, y allí trabajó con el grabador y pintor Ernest Pizzotti.
Su obra artística se inicia en 1964 en la Expo 64 Lausanne con esculturas cinéticas de vidrio y acrílico.
Durante esta etapa de experimentación y aprendizaje, Youri Messen-Jaschin trabaja dos años en el "Centre de la gravure contemporaine" de Ginebra y poco después se traslada a Zúrich, donde extiende sus perspectivas pictóricas bajo la dirección del pintor Friedrich Kuhn (enlace roto disponible en Internet Archive; véase el historial, la primera versión y la última).. De 1968 hasta 1970, es miembro activo de la Högskolan för design & Konsthantwerk de Gotemburgo, donde trabaja en objetos cinéticos textiles. En 1967, tras una exposición en el Museo de Arte Moderno de Gotemburgo se encuentra con Jesús-Rafael Soto, Carlos Cruz-Díez y Julio Le Parc. Hablando con estos artistas, descubre el arte óptico (Op art), y partir de entonces se dedica de lleno al arte cinético.
Durante su prolongada estadía en Gotemburgo, Messen-Jaschin trabaja en el movimiento y las formas geométricas que integra en sus textiles y sus pinturas al aceite. En esta época su trabajo en el dominio del arte óptico adquieren fama en Escandinavia, donde tiene la oportunidad de exponer en varios museos donde su trabajo es denominado de vanguardia.
En 1968, Messen-Jaschin recibe el primer premio por el arte de la grabación contemporánea Suiza. El mismo año, recibir una beca por parte de Suecia. En los años 70 se traslada a Hamburgo, donde trabaja con artistas alemanes en diferentes proyectos monumentales.
De 1970 a 1981, se instala en Berna, desde donde establece contacto con artistas que trabajan en el mismo movimiento artístico como Oscar Niemeyer en Brasil y Clorindo Testa en Buenos Aires.
En esta época llega a Caracas, donde pone en escena obras teatrales y coreográficas de su creación en el Ateneo de Caracas, el VI Festival Internacional de Teatro, la Fundación Eugenio Mendoza, la Asociación cultural Humboldt (Goethe-Institut), Alianza francesa y la Fundación Interalumina ciudad Guyana. Messen-Jaschin vuelve a Suiza tras la devaluación de la moneda en 1983 a causa de la inestabilidad política del país.
En 1985, recibe la Statua della Vittoria en el Premio Mondiale della Cultura  del Centro studi e ricerche delle Nazioni, en Calvatone, Italia. Youri se convierte igualmente en Académicien de l'Europe de la Università e Centro Studi e Ricerche de l'Europa en Italia.
En 1981, durante una estancia en Buenos Aires, Youri Messen-Jaschin conoció al artista argentino Gyula Kosice, cofundador del movimiento Arte Madí. Impresionado por el rigor perceptivo y la dimensión geométrica de su obra, Kosice lo integró simbólicamente al grupo Madí — un reconocimiento posteriormente documentado en una publicación del propio Kosice.

## Literatura
- Youri Messen-Jaschin. Xylographies, Gobelin, Tapisserie expérimentale. Galerie Club Migros, Lausanne 1973.
- Johannes Gachnang, Beatrix Sitter-Lver, Heinz Gerber: III. Berner Kunstausstellung Textil, Glas, Holz, Ton, Stein, Metall. Kunsthalle Berna/Editor Stämpfli, Berna 1977.
- 1982
- Milano capitale della salute. Abitare Segesta, Milano 2009, ISBN 978-88-86116-94-7.
- Faszination Technik – was uns bewegt. Olympische Sport-Bibliothek, Gütersloh 2009.
- Maler der Op Art. Books LLC, ISBN 978-1-159152246-6  2010.
- Suiza sellos Optical Art Editor Swiss Post, Bern September 2010
- La Crónica de una Época - La Época de una téchnica. autor: Javier Cebrián - Fundación Antonio Saura Madrid, 2009.
- Youri Messen-Jaschin, L'Op art rencontre les neurosciences (El Op Art se encuentra con las neurociencias), Lausana, Éditions Favre, 2021, ISBN 978-2-8289-1888-0. Este libro ilustrado explora los efectos del arte óptico en el cerebro mediante la colaboración entre científicos y el artista.
- Gyula Kosice, Arte Madí, Buenos Aires: Ediciones de Arte Gaglianone, 1982, p. 178. ISBN 950‑0004‑18‑6;
- Youri Messen-Jaschin, un artista que juega con el cerebro], Panorama Suizo, Revista para la Quinta Suiza, oct. 2022, p. 10-11.[https://www.swisscommunity.org/fileadmin/revue/Ausgaben/2022/05/SRV_2205_ES.pdf

## Obra de Youri Messen-Jaschin
Youri Messen-Jaschin ha participado en numerosas exposiciones particulares y colectivas y ha recibido premios por sus investigaciones en el arte óptico en Italia. Sus obras se encuentran en colecciones privadas y museos. Las superficies amplias y dimensiones monumentales ligadas a la inserción de la tercera dimensión, marcan y distinguen sus trabajos.
Las esculturas de Youri Messen-Jaschin son enriquecidas por el movimiento, son puestas en el medio ambiente (movimiento y desplazamiento en el espacio), y complementadas con música (el movimiento desencadena el sonido). Sus primeras búsquedas e investigaciones con sonidos datan desde finales de los años 1960. En 1970, Messen-Jaschin integra el neón en su arte óptico, el cual continua empleando hoy en día en instalaciones y pinturas de aceite.
Sus composiciones Trip..., Living in...., On Line... con líneas de colores trazados sobre materiales jugando a la transparencia, reproducen estructuras cinéticas particularmente sutiles que ponen en juego lo abstracto y la ilusión por una parte, y la demostración psicofisiológica del movimiento por otra.

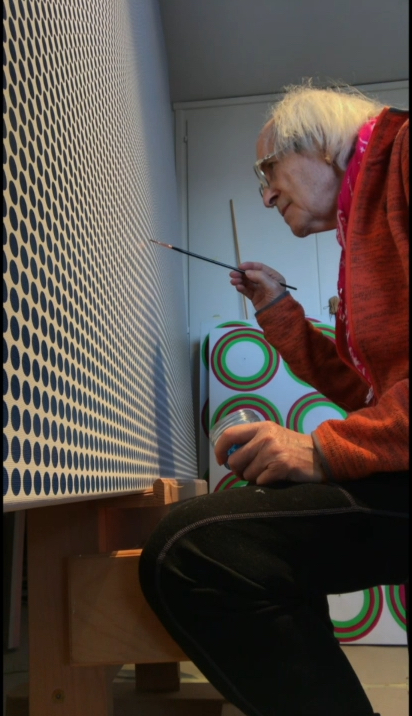
Youri Messen-Jaschin pinta Blue Two en su taller en Lausana (2020). La obra pertenece a una colección privada.

## Galería
Como elemento de base, el cuadrado sirve de tela de fondo y se enriquece de otras formas geométrica insertadas en sus lados. Estas formas geométricas reproducidas uniformemente sobre toda la superficie de la obra, se desarrollan progresivamente sin perder su identidad, igual cuando el artista aplica una trama irritante de líneas paralelas. Estas obras imponen la desprogramación de lo programado mentalmente (interpretación a toda voz "pelo a todo pelo") invitándonos a disfrutar de la más pura sensación de fascinación, que desencadena todo sueño.
Messen-Jaschin utiliza continuamente la técnica del encolado para sus aceites y guaches. Sus colores predilectos: rojo, amarillo, verde fuerte, combinaciones de azul y tintes luminosos.
Todo como la construcción algorítmica de los elementos, el juego de colores, estructura plástica, tienta una primera integración de la cibernética y el arte. Su método, empírico, crea nuevas percepciones de los colores y efectos de la óptica particularmente chocantes. Las formas geométricas como el cuadrado, el triángulo o el círculo se desarrollan progresivamente sin perder su originalidad, lo mismo cuando el artista aplica una trama irritante de líneas paralelas.
La utilización que hace Youri Messen-Jaschin del movimiento y del color como medio de comunicación lo trabaja y lo ordena como los arquitectos cinéticos del espacio.
Entre las especialidades de Messen-Jaschin se encuentra el body painting, trabajo que presenta en clubes y puestas en escena, o en la oscuridad utilizando lámparas UV. En este arte, recubre integralmente en cuatro horas cuerpos desnudos con colores psicodélicos y biológicos, sin peligro para la piel.

## Obras destacadas

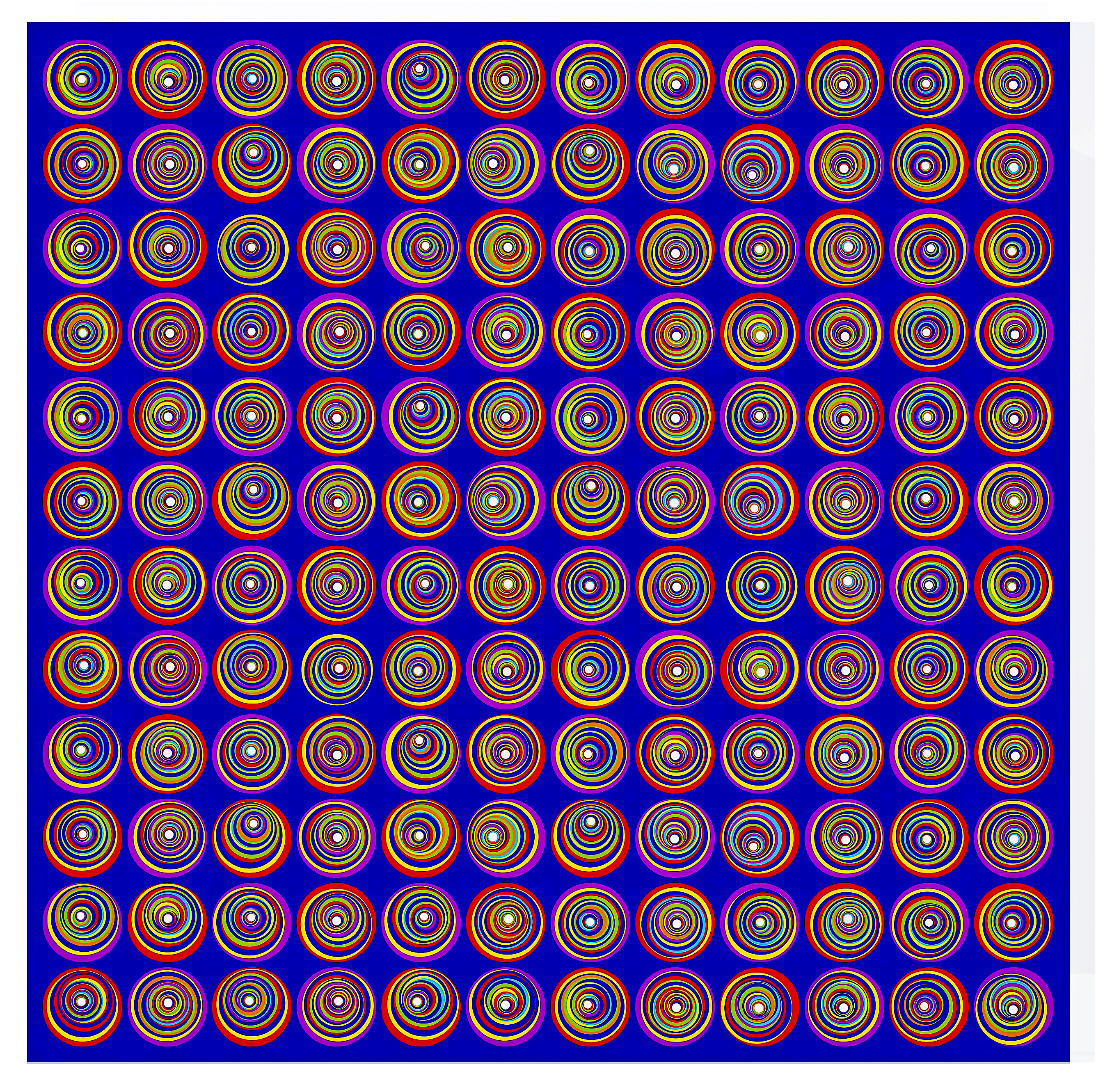
Variation on Z_{N} spin model, serigrafía Op art de gran formato impresa en aluminio, 2021.

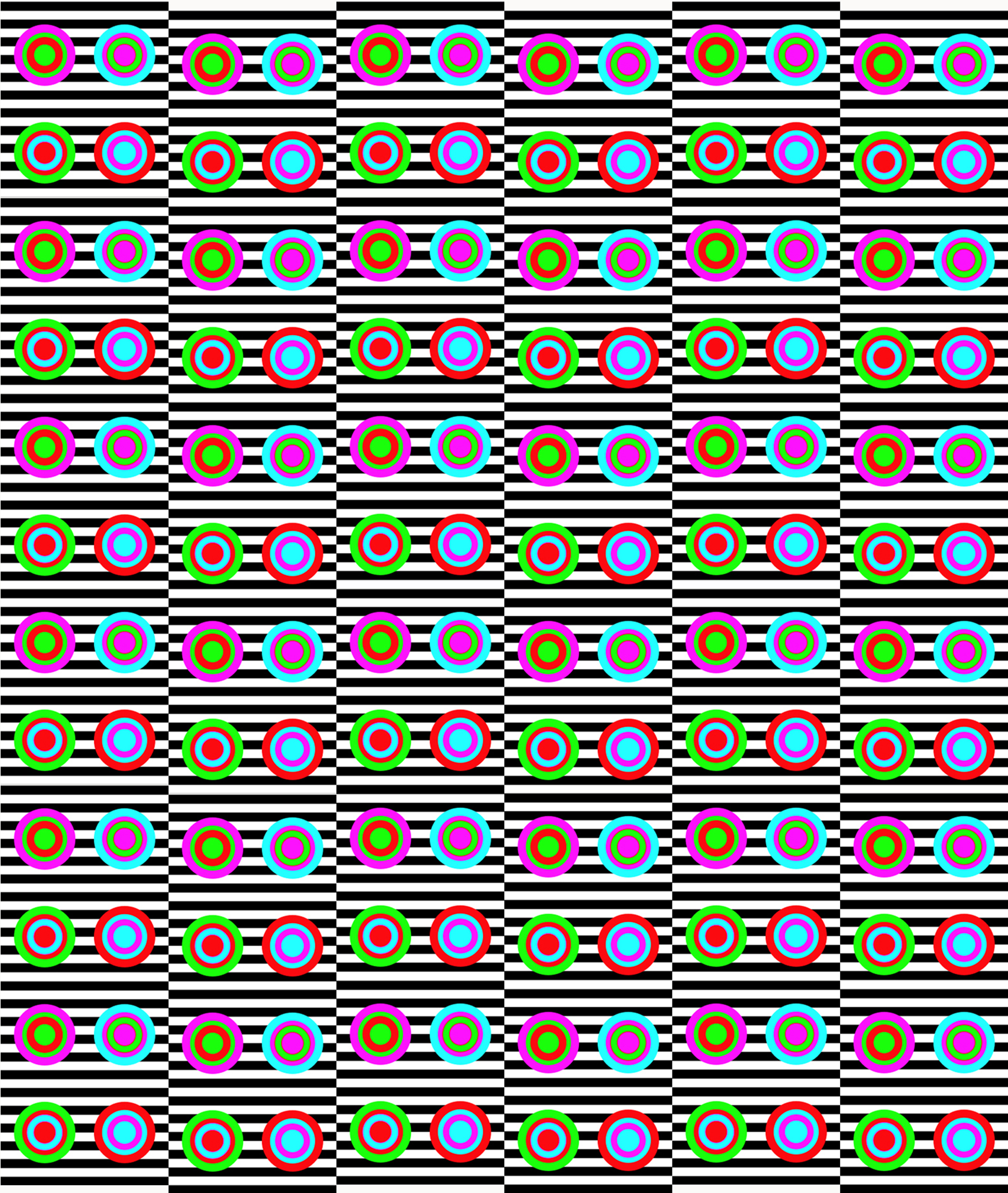
Obra de Op art en serigrafía (200 × 170 cm), edición única 1/1. Ganadora del Talent Prize Award 2022 en Los Ángeles. La ilusión óptica cambia con el ángulo, inspirada en la dinámica cuántica.

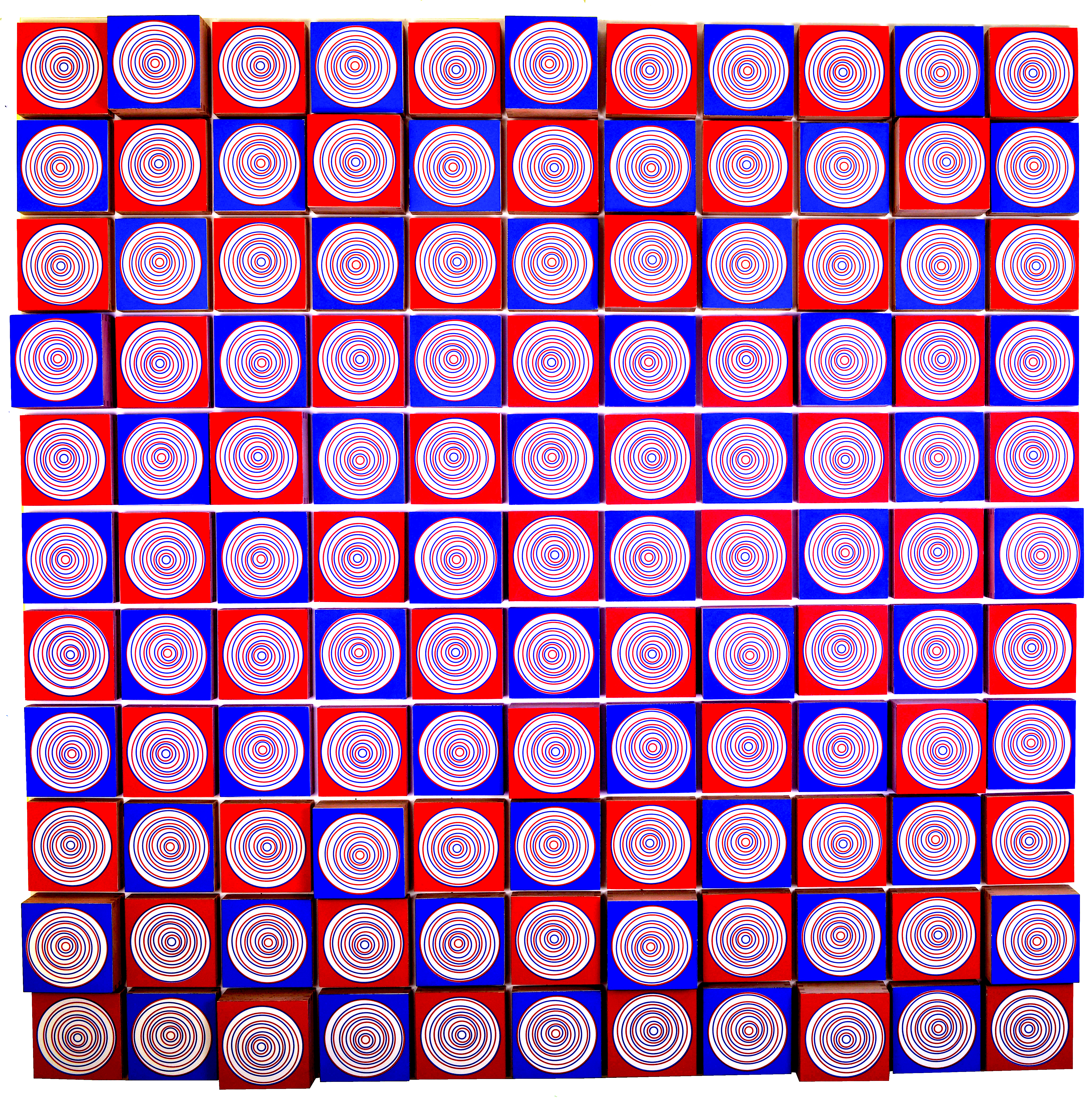
Spiral (2012), pintura al óleo sobre madera (Op art, 177 × 177 × 16,3 cm). Expuesta en Moscú (2016), presentada en Channel One. Colección del Museo POPA, Museo de Op art, Porrentruy, Suiza.

## Vídeo
Ver el vídeo completo en Wikimedia Commons

## Exposiciones
- 1959 Internationaal markt van de kunsten Assen, Holanda;
- 1960 Galerie "La Palette" París;
- 1960 Kunstheater Berna;
- 1960 Galería 2000 Milán;
- 1960 Galería del Nociolo Lugano;
- 1963 Galerie St.Gill París;
- 1964 Vieux Bourg Lausana;
- 1964 Kunstgalerie Estocolmo;
- 1964 Centre de la Gravure contemporaine Ginebra;
- 1964 Expos 64 Lausana;
- 1964 Universitet Gotemburgo;
- 1964 Studentföreningen Gallery Gotemburgo;
- 1964 Galerie Migros Ginebra;
- 1964 Galerie Migros Neuchâtel;
- 1965 Atelier-Theater Berna;
- 1965 Galerie la Toile d'Araignée Chardonne-sur-Vevey Suiza;
- 1966Modern Nordisk Konst Karlstadt, Suecia;
- 1966 Quinzaine Culturel Orbe "Centre de Jeunesse" Orbe, Suiza;
- 1966 Galerie Club Neuchâtel;
- 1966 Galerie du Vieux-Bourg, Lausana;
- 1966 Galerie del Nocciolo Lugano;
- 1967 Galerie St.Gill París;
- 1967 Atelier-Theater Berna;
- 1967 Internationaal Kunstmesse Emmelord, Holanda;
- 1967 Modern Nordisk Konst Gotemburgo;
- 1968 Musée Rath Ginebra (SPAS);
- 1969 Musée d'Arts et d'Histoire Ginebra 1.er Salon Suisse de la Gravure contemporaine;
- 1970 V. Biennale de la Tapisserie Lausana;
- 1970 Restaurant Eichhalde Friburgo de Brisgovia;
- 1970 Gould Gmbh Friburgo de Brisgovia, Alemania;
- 1970 Saipa SA Lugano;
- 1970 Göteborgs Konsthall (Grupputställningar) Gotemburgo;
- 1970 Expo-Form 70 Röhsska Museet Gotemburgo;
- 1970 Franskacenter Gotemburgo;
- 1971 Galerie Migros Lausana;
- 1971 Foundation Gould corporation Friburgo de Brisgovia, Alemania;
- 1971 Elektronica Múnich;
- 1971 Gewerbemuseum Berna;
- 1972 Aktionsgalerie 2 Berna, (Idoles);
- 1972 Katakombe Basilea (Idoles);
- 1972 Bündner Kunsthaus Chur, (Idols);
- 1972 Kunstkeller Berna;
- 1973 Müstermesse Basilea;
- 1973 Gewerbemuseum Berne, (artista de Berna);
- 1973 Salon des Antiquaires Lausanne;
- 1974 Aktionsgalerie 1 Berna;
- 1973/74 Kunsthalle Berna (artista de Berna);
- 1974 3ème Biennale Internationale des Arts Menton;
- 1974 1.er Salon International de l'Architecture d'intérieur Ginebra;
- 1974 Aktionsgalerie 1 Berna;
- 1974 Semaine culturel Moutier, Suiza;
- 1974 Kunstmuseum LuzernKiefer-Hablitzel Suiza;
- 1974 Galerie Bertram Burgdorf, Svizzera (mostra di Natale);
- 1974/75 Kunsthalle Berna (artisti da Berna);
- 1975 Aktionsgalerie 1 Berna;
- 1975 Gewerbemuseum Berna (artisti da Berna);
- 1975 Gewerbemuseum Berna, Swizzera (artista de Berna);
- 1979 Galerie Wallgraben Freiburg in Breisgau, Alemania;
- 1975 2ème Salon International de l'architecture d'intérieur Ginebra;
- 1975	Leuebrüggli Langenthal, Suiza;
- 1975 Kunstsammlung und Schadau-Museum Thun, Suiza;
- 1975 2ème Biennale de l'Humour et du Satire Gabrovo;
- 1975/76 Kunsthalle Berna (artista de Berna);
- 1976 Musée des Beaux-Arts Le Locle, Suiza;
- 1976 Mostra nazionale de sculptura Vira-Gambarogno, Suiza;
- 1977 Fondation le Grand Cachot, Suiza;
- 1977 Kunsthalle Berna (Textil, Glas, Holz, Ton, Stein, Metal);
- 1977 Aktionsgalerie 1 Berna (Sofortbild Polaroïd);
- 1977 Musée d'Art et d'Histoire Fribourg, Suiza;
- 1978 4ème Biennale International des Arts Menton;
- 1978 Gewerbemuseum Berna (artisti da Berna);
- 1978 Sculpture en Liberté Nyon, Suiza;
- 1978 Galerie Henry Meyer Lausana;
- 1979 Atelier Urs Gerber Spiez Svizzera (Kunst-Gesellschaft Spiez);
- 1979 Kunstmuseum Berna;
- 1979 Galerie Wallgraben Freiburg in Breisgau Germania;
- 1979 3ème Biennale de la sculpture acrylique Konstanz, Alemania;
- 1980 Gewerbemuseum Berna (artista de Berna);
- 1981 Ciolina Berna;
- 1983 Arte como Láser Fundación Mendoza Caracas;
- 1990 "Computer 90" Lausana;
- 1990 "Swissdata" (Müstermesse) Basilea;
- 1994 Walgraben Münster, Alemania;
- 1994 1. International Art competition Nueva York;
- 1995 2. International Art competition New York,;
- 1997	 Galerie Club Lausana;
- 1997 Société de Banque Suisse Renens, Suiza;
- 1997-1998 Galerie Humus Lausana;
- 1998 2nd. Angel Orensanz Foundation/Center for the Arts «Installation Art Award» Nueva York;
- 1998 Galerie Bertram Burgdorf, Suiza;
- 2000 Premio Internazionale di Scultura "Terzo Millennio" Erbusco Italia;
- 2000	"World festival of art on paper" Kranj, Eslovenia;
- 2000 International Competition Celebrating Artistic Achievment/AIM Funds Management & The Federation of Canadian Artists Vancúver;
- 2000	"Plastique" Musée Arlaud Lausanne (Visarte);
- 2000 Premio Internazionale di Sculptura “Terzo Millenio” L'Angelicum Milano;
- 2001 Premio Internazionale di Scultura "Terzo Millennio" Palazzo Bonoris Brescia Italia;
- 2003 International Exhibition of Contemporary Art Brasini Halls “Il Vittoriano” (monumento a Vittorio Emanuele II) Roma.
- 2006 Street promenade Lausanne Visarte "Promenade de la calle Lausanne"
- 2007 Lipanjepuntin arte contemporáneo Roma
- 2007 Photo Elysée "Tous photographes" Lausanne
- 2007 "International Print Exhibition Tokyo 2007" Tokyo Metropolitan Museum, Tokio
- 2012 "Mise à Sac" (Visarte) Villa Dutoit Petit Saconnex-Geneva
- 2012: MAM Museo Arte Moderno "Arte Conceptual Body art Youri Messen-Jaschin", Sāo Paulo, Brasil
- 2013 " Youri Messen-Jaschin Op Art “ Galerie du Château Renens-Lausanne
- 2013 " Youri Messen-Jaschin le magicien du Op Art" Aminterartmania Ltd Lausanne
- 2014 Design Society Copenhagen
- 2015 Prof. Pasche Paudex Suiza
- 2015-2016 "6th International painting mixed media" Sofia
- 2015 - 2016  6th International Painting & Mixed media Competition Sofia, Bulgaria
- 2016 Chanel 1, Televisión de Moscú
- 2017 Aperti Lausanne
- 2017 - 2018 Galerie Kornfeld Berna
- 2018 POPA Museo de Arte Moderno Porrentruy
- 2018 Rencontres à Rossinière | 30 artistas trabajan con madera | Rossinière
- 2019 Galerie du Château, Renens;
- 2019 Chelsea | Concurso internacional de arte | muestra digital | New York
- 2019 Art Room Gallery | Premio en línea « Artifact « | San Diego CA
- 2020 Galerie du Château, Renens;
- 2020 Biennale Internazionale d’Arte Contemporanea | Mesagne | Italia
- 2022 URBANSIDE Gallery, Giessereistrasse 1 Zürich {exposición colectiva)
- 2022 POPA Museo de Arte Moderno | Porrentruy
- 2022 Casa de Arte | Palma de Mallorca {exposición colectiva)
- 2022 Art Basel Miami beach | Miami | USA {exposición colectiva)
- 2023 Art Lab | Venice Beach | Los Angeles | USA {exposición colectiva)
- 2023 Jonathan Schulz Gallery | Miami | USA {exposición colectiva)
- 2023 Thompson Gallery Zug {exposición colectiva)
- 2023 Casa del Arte | Palma de Mallorca {exposición colectiva)
- 2023 Aperti XVIII Lausanne {exposición colectiva)
- 2023 New York Art weeks, New York {exposición colectiva)
- 2023 Finity Gallery, Berlina {exposición colectiva)
- 2023 ArtBasel, Basilea {exposición colectiva)
- 2023 Nicoleta Gallery Berlina {exposición colectiva)
- 2023 Cipriarte Venicia {exposición colectiva)
- 2023 Aperti XVIII Lausanne {exposición colectiva)
- 2023 New York Art weeks, New York {exposición colectiva)
- 2023 Finity Gallery, Berlina {exposición colectiva)
- 2023 Arte Basel, Basilea {exposición colectiva)
- 2023 Nicoleta Gallery Berlina {exposición colectiva)
- 2023 Cipriarte Venecia {exposición colectiva)
- 2023 Jonathan Schulz Gallery | Miami | USA {exposición colectiva)
- 2023 Thompson Gallery Zug {exposición colectiva)
- 2023 Casa del Arte | Palma de Mallorca {exposición colectiva)
- 2023 Zürich 5.0 Vestíbulo de la Estación Central de Zúrich {exposición colectiva)
- 2023 Andie Art Gallery, Atenas {exposición colectiva)
- 2023 - 2024  Andakulova Gallery, Dubai, Emiratos Árabes Unidos {exposición colectiva)
- 2023 - 2024 Exposición virtual Amsterdam
- 2024 Aperti XVIII Lausanne {exposición colectiva)
- 2024 Artspace innovations « Times Square « New York
- 2025 Creative Switzerland - Art Basel 2025
- 2025 Fondation Ferme du Grand-Cachot-de-Vent  https://www.grand-cachot.ch/youri-messen-jaschin
- 2025 Andata.Ritorno Geneva

### Libros
- 1967 Modern Nordisk Konst Göteborg Suède, Edition Modern Nordisk Konst Suecia;
- 1972 IDOLS Walter Zurcher Verlag Bern/Suiza;();
- 1973 Youri Messen-Jaschin. Xylographies, Gobelin, Tapisserie expérimentale. Lausanne, Galerie Club Migros/Suiza;
- 1974 CAHIER DE LA DANSE 58/59 Lausanne/Suiza;();
- 1976 Mostra Nazionale di Scultura all'Aperto 1976 Circolo di cultura del Gambarogno Stazione S.A. Locarno/Suiza;();
- 1977 III.Berner Kunstausstellung Textil, Glas, Holz, Ton, Stein, Metall Kunsthalle Berne/Edit.Stämpfli + Cie AG Bern/Suiza;();
- 1978 «Sculptures en liberté», Nyon/Suiza, Evian/Francia Edition Galerie Henry Meyer Lausanne/Suiza;();
- 1978 René Neuenschwander/critique d'art Die Holzschnitte von Youri Messen-Jaschin (Portrait) Verlag Restaurant Rathaus, Berne/Suiza;
- 1979 Jack Lenort Larsen " Art fabrics in the seventies" New York/USA;
- 1982 Buch der Berner rekorde und superlative Erpf verlag, Berne/Suiza ISBN 3-256-00044-4;
- 1986 Le Monde des Forains + Die Welt der Schausteller Editions des Trois Continents, Lausanne/Suiza ISBN 2-88001-195-7;
- 1991 LAUSANNE-PALACE History and chronicles (75 years of a prestigious hotel) Presses Centrales Lausanne SA Lausanne/Suiza;();
- 1985 Selection Reader Digest/Suiza;(); ();
- 1990 Selection Reader Digest/Suiza;
- 1993 Selection Reader Digest/Suiza;
- 2000 Premio Internazionale di scultura "Terzo millenio" Terra Moretti Editeur Fiorenza Mursia/Milano/Italia;
- 2000 International competition celebrating artistic achievment Federation of Canadian artists Editeur Aim for Arts/Vancouver/Canada;
- 2000 "World festival of art on paper“ Kranj, Eslovenia;
- 2003 Patterns of Life The International Library of Poetry, Owings Mills USA
- 2006 «Rausch und Rummel Attraktionen auf Jahrmärkten und in Vergnügungsparks; eine soziologische Kulturgeschichte» Sacha Szabo Disertación:Zugl.: Freiburg (Breisgau Alemania), Edición Bielefeld Transcript (ISBN: 3899425669 9783899425666)páginas 20
- 2009 Karl's Kühne Gassen Buch; Edición: Karl's Kühne Gassenschau; Impresión y Producción Karl Schwegler AG, Zurich-Oerlikon; ISBN 978-3-033-01969-0;
- 2009 Elément terre "Magazine Tendance Déco" Julio - Agosto Edición: IRL Lausanne, Suisse
- 2009 «The Fascination of Technology - Faszination Technik» What moves us - Was uns Bewegt; Edición: OSB Olympische Sport Bibliothek Cloppenburg Alemania
- 2009 Milano capitale della Salute Edición: Abitare Segesta S.p.a. Milano ISBN 978 8886116 947
- 2010 "Le renard sur la Lune"; Edición: PPG Unireso Ginebra; Impresión: AVD Goldach
- 2010 "Arte óptico" Sellos Postal/Suiza; () Edición: Postal Suiza/Septiembre 2010

### Enciclopedia
- 1981 Lexikon der zeitgenössischen Schweizer Künstler. Dictionnaire des artistes suisses contemporains. Catalogo degli artisti svizzeri contemporanei. Editeur. vom Schweizerisches Institut für Kunstwissenschaft, Zúrich; Frauenfeld: Huber/Suiza;
- 1987 to 1992 Who's and Who international art;
- 1991 Künstlerverzeichnis der Schweiz. Unter Einschluss des Fürstentums Liechtenstein. Répertoire des artistes suisses, la Principauté du Liechtenstein incluse. Dizionario degli artisti svizzeri, incluso il Principato di Liechtenstein. 1980-1990. Editeur: Schweizerisches Institut für Kunstwissenschaft, Zurich & Lausanne/Suiza;
- 1998 Biografisches Lexikon der Schweizer Kunst. Dictionnaire biographique de l'art suisse. Dizionario biografico dell'arte svizzera. Hrsg.: Schweizerisches Institut für Kunstwissenschaft, Zürich & Lausanne; Zürich: Verlag Neue Zürcher Zeitung/Suiza;
- 1999 Dictionnaire biographique de l'art Suisse, Répertoire des artistes suisses/ Institut suisse pour l'étude de l'art Zurich & Lausanne Editeur Neue Zürcher Zeitung/Zurich/Suiza;
- 1990-2011 QUID Editeur Robert Laffont Paris/Francia.
- 2008 Cambridge Encyclopedia vol.43 (Kinetic Art).
- 2008 Cambridge Encyclopedia vol.11 (Body Art).
- 2008 Visarte Vaud - 152 personalidades creativas | Editorial Liga de artistas plásticos y arquitectos Lausanne Suiza
- 2008 Catalógo Fundación Antonio Saura  Madrid España La Crónica de una Época. La Época de une técnica. La Técnica del grabado como pieza clave dela obra gráfica
- 2009 «The Fascination of  Technology - Faszination Technik» What moves us - Was uns Bewegt Verlag OSB Olympische Sport Bibliothek Cloppenburg Germany
- 2009 Milano capitale della Salute Editrice Abitare Segesta S.p.a. Milano ISBN 978 8886116 947

## Publicaciones

### Libros
- 1983 «EL NACIMIENTO DE LA FORMA MOVIMIENTO TODOS LOS ESTILOS - TODAS LAS FORMAS» Fundación Eugenio Mendoza, Caracas
- 1983 «PRIMERA PARTE DE LOS EFFECTOS ESPECIALES «The Empire Strikes Back» & SEGINDA PARTE DE LOS EFFECTOS ESPECIALES «Raiders of the lost Arc» Fundación Eugenio Mendoza, Caracas
- 1984 «USA/LA PELÍCULA ANIMADA - STEVEN SPIELBERG» Fundación Eugenio Mendoza, Caracas
- 1986 «LE MONDE DES FORAINS XVIe au XXe siècle - DIE WELT DER SCHAUSTELLER» Editions des Trois Continents Lausanne (ISBN 2-88001-195-7)
- 1986 Musées lausannois (Février) «Le monde des forains»/pages 1/N°.9/Services des affaires culturelles Lausanne
- 1987 Musées lausannois (Mai) «Costumes du cirque»/pages 5/N°.12/Services des affaires culturelles Lausanne
- 1993 Periodical "Versión Original" (marzo) «CRISIS & CULTURA"» & «La cultura no es un fenómeno independiente de la vida de los hombres» Madrid
- 1993 Periodical "En Pie de Paz" «Sexo y represión» Barcelona
- 1993 «MUJERES EN LAS ARTES / CRISIS & CULTURA» (Mai) Guía, colaboración con MUAC Madrid, Edición Gráficas Gaia Madrid, Subvencionado por Minestero de Asuntos Sociales/Instituto de la Mujer Madrid
- 2021 Youri Messen-Jaschin, "L'Op art rencontre les Neurosciences" (El Op Art se encuentra con las neurociencias), Lausana, Éditions Favre, ISBN 978-2-8289-1888-0. https://www.editionsfavre.com/livres/lop-art-rencontre-les-neurosciences/https://www.editionsfavre.com/livres/lop-art-rencontre-les-neurosciences/ Este libro ilustrado explora los efectos del arte óptico en el cerebro mediante la colaboración entre científicos y el artista.

### Teatro
- 1982 «PSICOTRONICÓ» Caracas; ();
- 1983 «AH! AH! BARROCO» Caracas
- 1983 «LA TORTA QUE CAMINA» Caracas; (); ();
- 1964 «EMBRYO» Caracas; ();